# رود کوینی
رود کوینی رودی است به River Onny می‌ریزد. این رود از کشور بریتانیا می‌گذرد. طول آن ۱۴٫۵ کیلومتر (۹٫۰ مایل) است.